# パキスタン宇宙高層大気研究委員会
パキスタン宇宙高層大気研究委員会（英語: Space & Upper Atmosphere Research Commission）は、パキスタンにおける宇宙計画と航空工学、航空宇宙工学の研究責任を持っているパキスタン政府の行政機関。SUPARCO。
近代的な組織としては1961年に設立者であるアブドゥッサラームの進言を受けて大統領のアイユーブ・ハーンの行政命令で設立された。この組織はパキスタン軍の戦略計画本部(SPD)の一部で、退役軍人のKhalid Kadwai中将が本部長であった。SPDの本部はパキスタン空軍の運営するChaklala宿営地に存在した。
現在はMuhammad Yousuf Khanが委員長である。

## 歴史
宇宙科学での研究と航空開発は、スプートニク打ち上げ成功後の1957年からパンジャブ大学の物理学科の物理学者によって行われている。しかしながら政治的不安定のため、パキスタン政府は計画を本気で着手しなかった。パキスタンの科学政策に大きな役割を果たしたアブドゥッサラームは、1961年9月16日に陸軍元帥で大統領のアイユーブ・ハーンに国立宇宙機関である宇宙高層大気研究委員会(SUPARCO)の設置を進言した。これによって宇宙科学を扱う委員会を設立することが決められ、大統領の実効命令が出され、パキスタン原子力委員会(PAEC)の議長であったI. H. Usmaniの提案をうけて、PAECに宇宙科学研究飛行団が設置された。ロケットの研究や試験飛行はPAECの議長に委任されることになった。
1961年6月7日、空軍准将Władysław Józef Marian Turowiczの指導の下、二段ロケットRehbar-I号がソンミアニ飛行試験センターから打ち上げられた。パキスタンはロケットの打ち上げ運営を行ったアジアで3番目、世界で10番目の国家になった。
1964年7月27日、サラームはアイユーブ・ハーンと面会し大統領直属の元にSUPARCOを置くことを提案した。1966年3月8日、大統領は直属の組織としてSUPARCOを設立し、大統領命令でPAECから権限が委譲され、サラームはSUPARCOの最初の議長となった。
アブドゥッサラームは宇宙開発の中心をカラチとラホールに設立した。サラームの努力によって、カラチ天文台として知られるカラチ大学の高出力天体望遠鏡の開発設置が行われた。SUPARCOの設立とともに、パキスタンは宇宙計画を始めた最初の南アジアの国家になった。1967年、アブドゥッサラームは空軍准将Władysław TurowiczのSUPARCOの管理者への抜擢に成功し、彼は航空科学分野でのSUPARCOの研究活動の基盤を作った。
ムニール・アーマド・カーン(Munir Ahmad Khan)はSUPARCOの研究活動に大きな影響を残した。1979年12月13日、カーンは当時大統領であったムハンマド・ジア＝ウル＝ハクと面会し、SUPARCOを独立した機関とし、統合した委員会に昇格させる為の尽力に加わった。彼の提言を受けて、1980年にパキスタン政府は原子力技術者だったサリーム・メフムド(Salim Mehmud)を委員長とし、1981年には宇宙開発実施の執行権限を持つ国家宇宙機関となった。1990年、パキスタン初の国産衛星であるBadr-1が中国国家航天局によって打ち上げられ、イスラム圏初の国産人工衛星と称賛された。
1990年にはイギリスのスペース・イノベーション社(SIL)の技術支援を受けたBadr-Bの打ち上げを計画した。この衛星のサブシステムはSILに製作され、仕上げはSUPARCOによって行われた。この衛星は1993年に完成し同年の打ち上げることが期待された。1994年に打ち上げる計画も達成できず、衛星は1996年に完成するものの、延期が続いた。1999年にアブドゥル・カディール・カーンは陸軍参謀総長で統合作戦本部委員会の議長であったパルヴェーズ・ムシャラフに飛行試験センターからガウリミサイルをロケットにして衛星を打ち上げるための交渉したが、ムシャラフ大統領を納得させることができなかった。その後ロケットの都合の影響などから打ち上げは伸びたが、最終的にバイコヌールからウクライナのゼニット2を利用して2001年に打ち上げられた。
近年はリモートセンシング衛星を開発しており、資金の都合がつけば打ち上げられる予定である。2011年8月14日、老朽化したPaksat-I衛星を置き換えるためにPaksat-IRが西昌衛星発射センターから打ち上げられている 。

## 設備
本部を含む主な設備はカラチに位置しており、プラントはカラチに近いバロチスタン海岸のHubに、飛行試験場は同じくバロチスタン海岸沿いのソンミアニに存在する。
| 施設                          | 場所                                       | 一時機能 |
| ----------------------------- | ------------------------------------------ | --- |
| SUPARCOプラント               | シンド州、カラチ                           | SUPARCOプラントは高層大気研究のための観測ロケットを製造するために1980年代中ごろに建設された。                                  |
| 計測実験所 (IL)               | シンド州、カラチ                           | ロケット、衛星、地上設備のためのデータセンサーの設計製作を行っている                                                           |
| 航空宇宙研究所 (AI)           | イスラマバード、宇宙技術研究所 (IST)       | パキスタン唯一の宇宙技術分野での人材育成機関。また、技術者や科学者など宇宙計画に関連する人材の募集と訓練の場として利用される。 |
| 衛星開発研究センター (SRDC)   | パンジャーブ州、ラホール                   | 衛星の設計と技術開発を行っている                                                                                               |
| SUPARCO衛星地上局 (SGS)       | イスラーマーバード首都圏、ラワート         | SUPARCOの地上観測、リモートセンシング用途の衛星の運用を行う。                                                                  |
| 飛行試験場 (FTR)              | バローチスターン州、ソーン・ミヤーニー海岸 | 最初の試験場で主たる打ち上げ施設。                                                                                             |
| マシュフード飛行試験場 (MTFR) | パンジャーブ州、ジェラム                   | 第二打ち上げ施設。 |

## ロケット類

### 観測ロケット計画

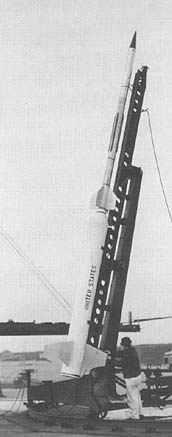
Rehbar-1はナイキ・ケイジャンと同型である。

1962年6月7日のパキスタン時間19:53にレフバルI(Rehbar-I)がソーン・ミヤーニー衛星打ち上げセンターから成功裏に打ち上げられた。130kmの高度まで打ち上げられた。Rehbar-Iや後継機のRehbar-IIから、成層圏を超えて上層大気層構造とウィンドシアが伸びているという科学的情報が得られた。このデータ集積は雲の形成、サイクロンの研究やアラブ海と沿岸地域であるパキスタンを覆う天候の研究を助けた。同様の実験は数年間行われた。80ポンドのナトリウム載貨の130kmへの打ち上げも成功し、打ち上げは10年ほど続いた。計画は1972年に終了した。

### ハトフ弾道弾計画
ムニール・アフマド・ハーンによって完全な委員会となったことで、組織の軍事化は1980年代に始まった。原子力技術者のサリーム・メフムドが行政官とされ、軍事計画開発が行われた。1980年、SPARCOの科学者はKhan研究所の科学者とハトフIミサイル(en:Hatf-I)の開発で協力関係にあった。この計画は極度の秘密主義の中で開発され、最終的に1989年に明らかにされた。1989年1月に「深宇宙への固有の多段ロケット」の打ち上げが成功し、480kmより高い高度へ到達したと発表された。パキスタンは衛星打ち上げロケットと長距離ミサイルを製作したいとしているが、その進展は不透明である。1981年にはSUPARCOの議長が1986年に打ち上げ機の試験を行う計画を発表し、パキスタンの報道は1989年の初期に多段式ロケットが150kgの載荷を600km以上の"深宇宙"に打ち上げに成功したと報告した。SUPARCOの科学者は後にシャヒーンミサイルシステムの開発に参加している
近年、SUPARCOはすでにシャーパー(Shahpar)とラクナム(Rakhnum)の2つの高高度超音速観測ロケットを試験している。シャーパーは7メートルの2段式固体ロケットで、55-70kgの載貨を高度950kmまで打ち上げることができ、ラクナムは3段の液体燃料ロケットで38-56kgの載貨を1000kmの高度に打ち上げられる。これらのロケットは両方とも速度マッハ6.1を超えている。

### シャヒーン-III計画
パキスタンは1998年ごろから衛星打ち上げロケットの開発の集中を始めた。2011年3月大統領の科学顧問アブドゥル・カディール・カーンはパキスタンの航空宇宙科学者が国家の最初の衛星打ち上げロケットの製作の一般的課程の途中であり、この計画にSUPARCOが協力しており、Badr衛星も組み立てていると公的に宣言した。
アブドゥル・カディール・カーンはインドが打ち上げや衛星生産の技術で急速に発展していることを独自の打ち上げロケット開発のための他の動機として言及した。当時SUPARCOの議長であったAbdul Majidはカーンの声明を確認し、「パキスタンは低価格のSLVと局軌道衛星打ち上げロケットが低軌道での軽量の衛星の打ち上げに食い込むことを想定しており、カーンも「パキスタンは非常に力強い中距離弾道弾をもち、これによって静止衛星の打ち上げが可能である。パキスタンがしなければならないことはターゲットからデリーやカルカッタを外し、宇宙に向けることである。ミサイルには水素爆弾や核爆弾より衛星のほうが簡単に乗せられる。」と加えている。」としている。
2005年3月、ムシャラフ大統領は独自の打ち上げロケット分野での新たな研究と開発を認可し、国産衛星計画であるPAKSAT-IRの軌道への打ち上げを可能にした。IDEAS2002の間、Pakdef防衛展示会で2台の衛星打ち上げロケット(SLV)にスポットが当たった。最初のモデルとしては3段のSLVが指摘された。SLVに類似した他のものから判断すると、450-490kmの高度に80-100kgの重さのペイロードを積めると見積もられた。しかしながら必要なデータが知られていなかった。第二のモデルも最初のモデルと似ていたが、4つの追加ブースターを持つものであった。SLV技術をもつ多くの国はミサイル技術からブースターを開発していた。パキスタンも弾道ミサイルを開発しており、それに基づくことのできる第二のモデルのブースターは正当に推測された。
2006年8月、首相であったシャウカト・アズィーズは中華人民共和国公式訪問の後、SUPARCOの科学者と技術者の会合を召集し、ここで首相はSUPARCOの科学者から両方のSLV計画の状況について説明が行われた。現在まで、この計画の状況ははっきりと知られていない。
2009年8月18日には、Samar Mubarak Mandはパキスタンは2011年4月に国産衛星を打ち上げると報告し、懇意のアナリストに全てを明らかにしたように見せた。Global Security.orgによれば、衛星がシャヒーンIIIブースター(Shaheen-III)で知られていないパキスタンの宇宙施設からのから打ち上げられることを予期している。

## 通信衛星
パキスタンの最初の衛星は中国によって打ち上げられたBadr-1である。現在パキスタンはPAKSAT-1とPAKSAT-1Rの2台の衛星を運用している。
SUPARCOは最初のデジタル通信衛星の開発を1986年にはじめた。政府はアメリカとの交渉を行ったが、パキスタンの計画にアメリカ政府は反応を見せなかった。代わりに中国がパキスタンに衛星を打ち上げることを提案した。衛星は中華人民共和国に船で搬送され、1990年にパキスタン最初の独自開発のデジタル通信実験衛星が長征2Eで西昌衛星発射センターから打ち上げられた。この衛星は設計寿命をこえ成功裏に終わった。この衛星の打ち上げがSUPARCOの鍵となる成功になった。badr-1の後、SUPARCOはbadr-Bの開発を続け、この衛星の開発にも成功している。
パキスタンのPaksat-1はもともとPalapaとして知られていた。これはHughes Space and Communications Companyによってインドネシアのために打ち上げられたものであったが、後にインドネシアは電力異常に陥り衛星が利用できないと表明した。保険給付支払が行われ、衛星の権利はHughes Space and Communications Companyに移動された。その後、衛星はM/s Hughes Global ServicesでHGS-3となっていたが、パキスタンはこれの権利を「満期貸与」として獲得し、パキスタンの衛星宙域である東経38度に再配置した。軌道変更の後、2002年12月20日に衛星は最終位置である東経38度の静止軌道に固定された。Paksat-1は運用中でサービス提供が可能な状態であるが、2012年の広範にはサービスを終了する予定である。
2011年8月14日、中国の長征3BによってPAKSAT-1Rが打ち上げられた。これは1トンを超える重量であり、中国空間技術研究院で東方紅4号のプラットホームを下に製作された。この衛星はPAKSAT-1に置き換えられる予定である。衛星はブロードバンド、eラーニング、遠隔医療、衛星TV、緊急通信など旧来的、現代的な固定衛星サービスの全てをサポートしている。PAKSAT-1R衛星は合計30個の中継器を持っている。18個はKu-band用であり12個がC-band用である。高い信頼性とシステムの使用が可能性を確保するため、2箇所の完全冗長の衛星地上局がラホールとカラチに建設されており、一方が主となって働き、もう一方はバックアップを担う
。

## 観測衛星
1992年、SUPARCOは低軌道の地上観測衛星の開発を命令された。プロジェクトマネージャーはアブドゥル・マジドであった。計画によれば衛星は1996年に打ち上げるとしていたが、SUPARCOは激しい国際的な制裁を受けることになり、計画は保留された。それでも機密裏に開発が継続された。計画は1996年に完成した。衛星はソンミアニ衛星打ち上げセンターから打ち上げることが計画されたが、これは延期となった。2001年12月10日、カザフスタンのバイコヌール宇宙基地からゼニット2ロケットを利用してパキスタンの2個目の衛星であるBadr-Bを打ち上げた。パキスタンによれば、SUPARCOによってアップグレードが行われている。パキスタン国務省によれば衛星はパキスタン西部国境地帯の監視に利用されているとされる。
実験用低軌道観測衛星のBADR-1とBADR-Bの打ち上げと運用の成功後、衛星画像での国内と国外の利用者の要求に答えるためにSUPARCOは高解像度のパキスタンリモートセンシング衛星システム(PRSSS)の計画を行っている。可能性とシステム定義などの前提となる研究は2007年の1月に完了しており、競争にさらされている衛星市場で、国内外の利用者の要求を満たすために合成開口レーダー衛星と光学衛星の二つの配置の打ち上げが推奨されている。このため、RSSSコンサルタントサービスのための要求提案が2007年に立ち上げられた。衛星の製造のため要求提案の立ち上げは2008年の第3四半期に計画された。PRSSは進歩的で持続的な計画として立案され、特にSUPARCOの2.5mパンクロマチックの光学衛星を700kmの太陽動機軌道に打ち上げることを計画しており、今後も光学、レーダー衛星が続くと考えられる。地上管制や画像の受信と処理のために必要なインフラも立ち上げられる予定である。衛星は開発の進んでいないの段階であり、SUPARCOに開発が行われている。打ち上げが中国からかパキスタンからかも不透明である。

## 宇宙科学と天文学
パキスタンの多くの施設は天文学教育や観測に携わっている。カラチ大学の宇宙惑星天体物理学研究所は最も活動的な望遠鏡、天体観測所であり、SUPARCOに利用されている。SUPARCOの宇宙技術研究所には英国によって建築された天体観測所が存在する。

### 研究所
| 施設                            | 場所             | Description |
| ------------------------------- | ---------------- | --- |
| 宇宙技術研究所(IST)             | イスラマバード   | 研究開発施設。ISTは英国政府によって設立された。航空宇宙工学、通信システム工学、素材科学、工学などの分野で学位習得課程を提供している |
| SUPARCO技術育成学校             | カラチ           | 教育と技術訓練の設備。機械とエレクトロニクスでの免状課程を提供している。 |
| 宇宙惑星天体物理学研究所 (ISPA) | カラチ大学       | 最も主要で最も古い天文学施設。この施設はアメリカによって設置された。 宇宙科学と惑星科学の研究を担っている。 多くの外国人科学者がこの施設を利用して宇宙科学分野で多数の論文を発表している。 1950年代後半にアメリカから提供された有力な天体望遠鏡が存在する。 |
| 宇宙科学科                      | パンジャーブ大学 | 恒星物理学、プラズマ物理学、天体物理学、リモートセンシング、天体科学など多様な研究計画を実行している。宇宙科学科は小型の宇宙望遠鏡も存在する。 また、パキスタンで最も古い宇宙望遠鏡であり、75年にわたって学問の中心になっている。                           |

## 役目

### SUPARCOの再活動と研究計画
2005年、パキスタンのムシャラフ大統領は国家宇宙機関の最短時間で遂行・実現すべき明確に定義された検討課題を据えることでSUPARCOの展望を略述した。
| 「 | パキスタンは世界の宇宙国家に追いつき、失われた時間や過去と未来の怠慢を埋め合わせことを必要としている | 」 |

ムシャラフは自著である「In the Line of Fire: A Memoir」でも「SUPARCOは厳しい経済状況と国際的制裁に面しているが、未来にはパキスタンは自国の大地から衛星を送る」との希望を表している。SUPARCOの再活性化と構造改革、再配向と近代化が主な目的であり、SUPARCOは世界中の他の戦略的組織と同等になることである。具体的目標には通信衛星、リモートセンシング衛星、衛星打ち上げロケットの研究開発に急速な発展をもたらすことである。また、天文学、宇宙論、天体科学、天体物理学、宇宙生物学、宇宙化学といった教育分野、航空宇宙工学、ロケット推進技術、情報通信技術等の宇宙利用、リモートセンシングを利用した農業、鉱物探査と大気科学等の分野での社会経済開発も目標とされる。
このほかにも研究分野での国家政策構想の発展と安全保障分野での利益と同様の宇宙の平和利用、パキスタンと国外の管轄下での宇宙活動の組織化と発展、国家安全保障と防衛力への貢献、パキスタンの他国的、国際宇宙組織との協力の組織化と開発などがSUPARCOの目標とされる。

### 計画
- 科学的宇宙研究
- 地球のリモートセンシング
- 衛星通信システム
- 地理情報システム
- 天然資源探査
- 環境モニタリング
- 大気、気象研究のためのデータ獲得
- 臨時情報システムとナビゲーションのための地上のインフラ設備の開発
- 国防と安全保障分野のための宇宙活動
- 宇宙分野での研究、試験、生産基地の開発

## SUPARCOの議長
| 代 | 名前                        | 就任 | 引退 | 出身                                               | 分野               | その他                               |
| -- | --------------------------- | ---- | ---- | -------------------------------------------------- | ------------------ | ------------------------------------ |
| 1  | アブドゥッサラーム          | 1961 | 1967 | インペリアル・カレッジ・ロンドン                   | 理論物理学         | 博士 (Ph.D.)                         |
| 2  | 空軍准将 Władysław Turowicz | 1967 | 1979 | ワルシャワ工業大学                                 | 航空工学           | 博士                                 |
| 3  | 空軍准将 K. M. Ahmad        | 1979 | 1980 | パキスタン空軍大学                                 | 飛行技術           | 有資格フライトインストラクター (CFI) |
| 4  | サリーム・メフムド          | 1980 | 1989 | オークリッジ科学教育研究所、オークリッジ国立研究所 | 原子力工学         | 博士                                 |
| 5  | M. Shafi Ahmad              | 1989 | 1990 | ロンドン大学                                       | 天文学             | 博士                                 |
| 6  | Sikandar Zaman              | 1990 | 1997 | リーズ大学                                         | 機械工学           | 理学士 (B.S.)                        |
| 7  | アブドゥルマージド(en)      | 1997 | 2001 | ウェールズ大学                                     | 天体物理学         | 博士                                 |
| 8  | 陸軍少将 Raza Hussain       | 2001 | 2010 | パキスタン陸軍電子機械技術者                       | 電子工学           | 理学士                               |
| 9  | 陸軍少将 Ahmed Bilal        | 2010 | 現在 | パキスタン陸軍信号技術者                           | コンピューター工学 | 理学修士 (M.S)                       |

## 国際協力

### アメリカ合衆国
1961年、 パキスタン宇宙高層大気研究委員会が立ち上げられ、パキスタンの衛星をパキスタンのロケットで打ち上げる目標が公表された。これに対してアメリカは支援を行っており、パキスタンの最初に発射したロケットはアメリカのナイキ・ケイジャンとほぼ同型であった。また、1962年6月にアメリカはパキスタンから最初のロケットを打ち上げ、この打ち上げにもRehbar-1と同型の二段ロケットのナイキ・ケイジャンが利用された。カラチから50kmのソーン・ミヤーニー海岸から打ち上げられ、130kmの高度に到達した。NASAはこの打ち上げを「相互利益的な宇宙開発での継続的な協力計画」の始まりであるとして歓迎した。
NASA-SUPARCO協力協定はパキスタン科学者と技術者をNASA宇宙科学センターで育成するために必要とされた。1962年の打ち上げの前、NASAはワロップス島とゴダード宇宙飛行センターでパキスタンの科学者の育成をはじめた。NASAは「先進的な訓練と経験」のためにアメリカの大学での研究交流計画と団体を設立した。その後NASAとの協力は1970年ごろまで続いた。

### 中国
2006年の8月、中国は3台の地球資源衛星を次の五ヵ年のうちに打ち上げるためにパキスタンと行動することを約束した。2007年5月、中国は戦略的パートナーとしてパキスタンと宇宙科学技術の分野で協力を強化する協定への調印に合意した。パキスタンと中国の宇宙産業での相互協力は、気候科学、クリーンエネルギー技術、大気・地球科学、海洋科学など広範囲に及んでいる。中国のPAKSAT-1R の打ち上げを契機として、パキスタンの中国大使は中国に対して中国の宇宙船によるパキスタン宇宙飛行士の宇宙飛行へのパキスタン国民の自然な欲求を表明している。

### トルコ
2006年12月、トルコは表明したパキスタンの宇宙計画への参加に興味を示した。トルコの駐パキスタン大使は了解覚書にサインした。トルコ科学技術研究会議とトルコ航空宇宙工業の代表はSUPARCOと衛星開発計画で協力を強化する協定にサインした。

### その他
パキスタンはアジア太平洋宇宙協力機構のメンバーであり、その他にもSUPARCOと宇宙省はロシア、英国、ウクライナ、ブラジル、アルゼンチン、フランス、韓国、イタリア、ペルー、フィリピンなどと正式な了解覚書の合意に調印している。

## 註
1. ↑  History of SUPARCO
2. ↑  Fayyazuddin, Professor Abdus Salam as I know him, National Center for Physics
3. 1 2 3 4 5  http://www.suparco.gov.pk/pages/history.asp
4. ↑  http://worldofaerospace.googlepages.com/Aerospace.htm
5. 1 2 3  Mahmud, Salim (2007年4月28日). “Munir Ahmad Khan Memorial Reference” (html). Pakistan Military Consortium.   Pakistan Military Consortium. 2011年12月19日時点のオリジナルよりアーカイブ。 Template:Cite webの呼び出しエラー：引数 accessdate は必須です。
6. ↑  “Pakistan and Satellite Communication Systems” (html). Federation of American Scientists (FAS).   Pakistan Military Consortium (March 20, 2000 6:42:34 AM). 2011年6月4日時点のオリジナルよりアーカイブ。 Template:Cite webの呼び出しエラー：引数 accessdate は必須です。
7. ↑  Lele, Ajey (2012). Asian Space Race: Rhetoric or Reality?. Springer Science & Business Media. p. 46. ISBN 978-81-322-0733-7.
8. ↑  Abdul Qadeer Khan, The Past and the Present.
9. ↑  ARY News (Monday  December  27 , 2010  7:01:51 PM). “Pakistan to launch satellite in 2011” (html).  publisher =ARY Digital Network. 2012年3月13日時点のオリジナルよりアーカイブ。 Template:Cite webの呼び出しエラー：引数 accessdate は必須です。
10. ↑  Welcome to SUPARCO – The National Space Agency of Pakistan
11. 1 2  Pakistan’s indigenous Satellite launch Vehicle (SLV) & PakSat launch in 2011
12. ↑  Image of Shaheen-III SLV
13. 1 2  Global Security.org (8-20-09). “Pakistan's Shaheen-III? Space Booster development: Pakistan Finally Dropped the Other Shoe.” (html). Global Security.org.   Global Security.org. 2018年3月31日閲覧。
14. ↑  http://www2.arrl.org/news/features/2003/07/10/1/
15. 1 2  Palapa-C 1, 2 / HGS 3 / Anatolia 1 / Paksat 1
16. ↑  http://www.suparco.gov.pk/pages/paksat1r.asp?satlinksid=1
17. ↑  Pakistan to launch satellite in 2011
18. ↑  http://centaur.sstl.co.uk/SSHP/micro/micro2001.html
19. ↑  http://www.pakistanlink.com/Headlines/June08/16/02.htm
20. 1 2 3  http://www.suparco.gov.pk/pages/prss.asp
21. 1 2 3 4  http://www.suparco.gov.pk/iya2009-pak.html
22. ↑  http://www.suparco.gov.pk/pages/wsw08-kar.asp
23. ↑  Pakistan to soon emerge strongly on Space map: Musharraf
24. ↑  http://www.suparco.gov.pk/pages/atmospheric-research.asp
25. ↑  Pakistan News Service – PakTribune
26. ↑  http://www.wisconsinproject.org/countries/pakistan/hatf.html
27. ↑  Asia Times Online :: South Asia news – China, Pakistan cooperate in space
28. ↑  http://nation.com.pk/pakistan-news-newspaper-daily-english-online/Politics/08-Aug-2011/Paksat1R-launch-in-China-this-week
29. 1 2  Turkey joins Pakistan, China in joint efforts for Space Technology Archived 2008年6月16日, at the Wayback Machine.. Retrieved 2010-12-29.
30. ↑  APSCO Member States Archived 2010年6月22日, at the Wayback Machine.. Retrieved 2010-12-29.